# フェリックス・シラ
フェリックス・シラ（Felix Silla,  1937年1月11日 - 2021年4月16日）は、アメリカ合衆国の俳優、スタントマンである。

## 来歴
1937年、イタリアローマに生まれる。もともとはサーカスのパフォーマーとしてトレーニングを積んで1955年に渡米し、アメリカ国内でも有名なサーカスのリングリング・ブラザーズ・アンド・バーナム・アンド・ベイリー・サーカスの団員として全米ツアーに加わった。後にハリウッドで仕事をする機会を得て、1963年にスタントマンとしてキャリアをスタートさせた。同時に小人症という特徴を活かして役者としてのスタートも切り、これまでの出演作の中では1965年から出演したテレビシリーズ『アダムスのお化け一家』に登場する毛むくじゃらの“カズン・イット”役で知られている。
テレビのほかに、これまで数多くの映画へも出演しており、SF映画の金字塔として名高い『猿の惑星』やジョージ・ルーカスの代表作でもあるスター・ウォーズ・シリーズのうち『スター・ウォーズ エピソード6/ジェダイの帰還』に登場するイウォークの一人を演じているほか、ティム・バートン監督の大ヒット映画の続編『バットマン・リターンズ』ではダニー・デヴィート演じるペンギンが率いるペンギン軍団の中の一匹も彼が演じている。

### 私生活
2004年にサイン会のために来日している。

## 出演作品

### 映画
- She Freak (1967)
- 殺しの分け前/ポイント・ブランク Point Blank (1967)
- 猿の惑星 Planet of the Apes (1968)
- アレキサンドリア物語 Justine (1969)
- 怪獣島の大冒険 Pufnstuf (1970)
- Little Cigars (1973)
- 怪奇! 吸血人間スネーク Sssssss (1973)
- 地下室の魔物 Don't Be Afraid of the Dark (1973) ※テレビ映画
- リリー Lily (1979)
- The Black Bird (1975)
- サムライ・コップ ～おとぼけクン～ Mastermind (1976)
- ブラック・サムライ Black Samurai (1977)
- デモン・シード Demon Seed (1977)
- ケンタッキー・フライド・ムービー The Kentucky Fried Movie (1977)
- アダムス・ファミリー オリジナル版 Halloween with the New Addams Family (1977) ※テレビ映画
- マニトウ The Manitou (1978)
- 指輪物語 The Lord of the Rings (1978)
- 25世紀のバックロジャーズ Buck Rogers in the 25th Century (1979) ※テレビ映画
- ザ・ブルード ～怒りのメタファー～ The Brood (1979)
- Under the Rainbow (1981)
- スティング2 The Sting II (1983)
- スター・ウォーズ エピソード6/ジェダイの帰還 Star Wars: Episode VI - Return of the Jedi (1983)
- スペース・キッド/ ミートボール2 Meatballs Part II (1984)
- SFダンジョン・マスター/ 魔界からの脱出 Ragewar (1984)
- ガバリン House (1986)
- スペースボール Spaceballs (1987)
- バットマン・リターンズ Batman Returns (1992)
- ガルガメス Galgameth (1996)

### テレビドラマ
- Grindl (1963)
- ボナンザ Bonanza (1963)
- Petticoat Junction (1965)
- アダムスのお化け一家 The Addams Family (1965 - 1966)
- 0022アンクルの女 The Girl from U.N.C.L.E. (1966)
- ザ・モンキーズ The Monkees (1967)
- 奥さまは魔女 Bewitched (1967, 1971)
- 怪獣島 H.R. Pufnstuf (1969 - 1970)
- Lidsville (1971)
- 四次元への招待 Night Gallery (1971)
- リンカーン Lincoln (1974)
- Mary Hartman, Mary Hartman (1977)
- GALACTICA/ギャラクティカ Battlestar Galactica (1978 - 1979)
- キャプテン・ロジャース Buck Rogers in the 25th Century (1979 - 1981)
- 爆発!デューク The Dukes of Hazzard (1985)
- スタートレック Star Trek (1986)
- Married with Children (1990)

## 参照
1. ↑  “Felix Silla Dies: Cousin Itt On TV’s ‘The ‘Addams Family’ Was 84” (英語). DEADLINE. (2021年4月16日) 2021年4月17日閲覧。
2. 1 2  “Felix Silla Biography”. 2014年7月6日閲覧。
3. ↑  http://www.starwars.jp/forum/bbs1/bbs.cgi?id=2003082001;st=95;en=124